# Rodrigo Errázuriz
Rodrigo Errázuriz Ruiz-Tagle es un ingeniero chileno, expresidente de la  Empresa Nacional de Electricidad (Endesa) de su país.
Estudió ingeniería civil en la Pontificia Universidad Católica de Chile de la capital.
A mediados de los años 1990, gracias a su vínculo con CorpGroup, matriz del grupo liderado por el empresario local Álvaro Saieh, cobró visibilidad en la industria eléctrica chilena al ingresar como director de Endesa, en plena pugna por su control.
Apoyado en su mayor medida por las Administradoras de Fondos de Pensiones, Errázuriz logró un puesto que le permitiría alcanzar, en octubre de 1997, la presidencia de la firma en reemplazo de José Yuraszeck quien, en primera instancia, permaneció como director.
Dejó el cargo seis meses después, asumiendo José Antonio Guzmán, también en representación de las administradoras.
Formó parte del directorio de Enersis que fue multado en octubre de 1997 con UF 1000 por la Superintendencia de Valores y Seguros, por haber incumplido un requerimiento del organismo respecto de que el directorio se debía pronunciar sobre la esencialidad o no de las cláusulas de la alianza estratégica suscrita por el holding y Endesa España. Tal fallo fue confirmado por el Poder Judicial en 2001.
Contrajo matrimonio con María Isabel Mackenna Jordán.